# Villotte
Pour les articles homonymes, voir Villotte (homonymie).
Villotte est une commune rurale française située dans le département des Vosges, en région Grand Est.
Ses habitants sont appelés les Villottois.

## Géographie

### Localisation
Villotte est une petite commune rurale du canton de Lamarche, au nord de la départementale 21 entre Martigny-les-Bains et Rocourt. Chaumont, distante de 62 km vers l'ouest par la route, est la ville importante la plus proche, Épinal étant à 66 km.

### Géologie et relief
Malgré une superficie modeste de 821 hectares, Villotte a un relief varié où le bois de Lavramont occupe un plateau faisant partie des monts Faucilles.
Espaces naturels :
- Deux espace protégés hors Natura 2000 : La Corre; Ruisseau et bois au sud de Sauville.
- Un espace protégé Natura 2000 : Bassigny, partie Lorraine,
- Quatre zones naturelles d'intérêt écologique, faunistique et floristique (Znieff) : Marais du Mouzon à Martigny-les-Bains; Ruisseau de Boene et affluents à Martigny-les-Bains; Ruisseaux du Vreusot et de Frenes de Villotte à Rocourt; Vôge et Bassigny.

Le territoire de la commune est limitrophe de ceux de six communes :
| Blevaincourt | Sauville |                    |
| Rocourt      | Villotte | Martigny-les-Bains |
| Tollaincourt | Lamarche |                    |

### Hydrographie et les eaux souterraines
Hydrogéologie et climatologie : Système d’information pour la gestion des eaux souterraines du bassin Rhin-Meuse :
Territoire communal : Occupation du sol (Corinne Land Cover); Cours d'eau (BD Carthage),
Géologie : Carte géologique; Coupes géologiques et techniques,
 Hydrogéologie : Masses d'eau souterraine; BD Lisa; Cartes piézométriques.
La commune est située dans le bassin versant de la Meuse au sein du bassin Rhin-Meuse. Elle est drainée par le Mouzon, le ruisseau de Boene, un bras du Mouzon, Ru Durand, le ruisseau de Frenes, le ruisseau de la Baraque Bontemps, le ruisseau de la Cornee de la Roche, le ruisseau de la Ratotte, le ruisseau des Deserts et le ruisseau Thu,.
Le Mouzon traverse Villotte d'est en ouest, recevant les ruisseaux de Boëne, de la Fontaine aux Dames, des Déserts et de la Baraque Bontemps.
Le Mouzon, d’une longueur de 63,3 kilomètres,  prend sa source sur le territoire de Serocourt, s’oriente vers l'ouest puis vers le nord peu après avoir quitté les localités de Rocourt et Tollaincourt, jusqu'aux abords de son confluent avec la Meuse.

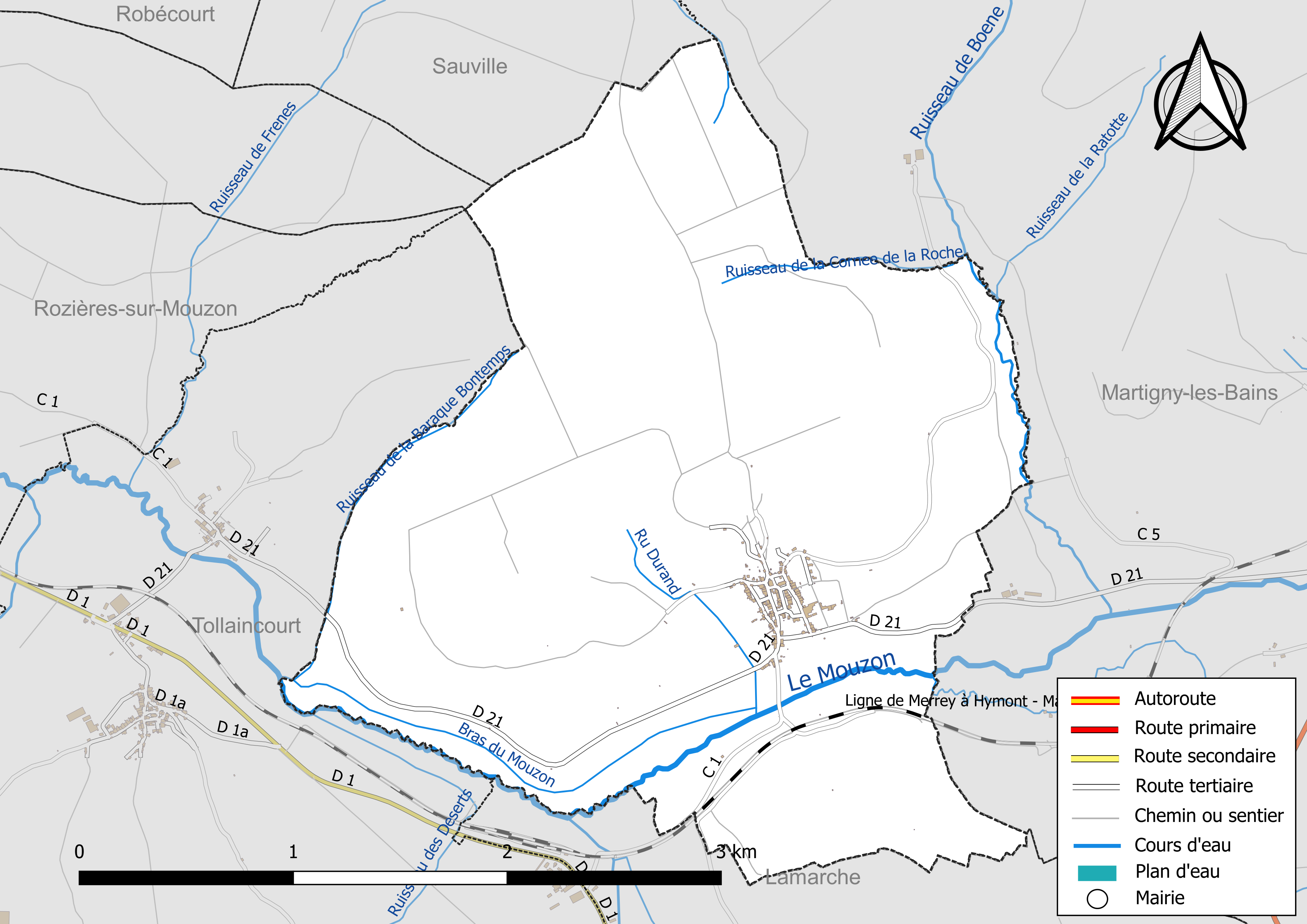
Réseaux hydrographique et routier de Villotte.

### Climat
Pour des articles plus généraux, voir Climat du Grand Est et Climat des Vosges.
En 2010, le climat de la commune est de type climat de montagne, selon une étude du Centre national de la recherche scientifique s'appuyant sur une série de données couvrant la période 1971-2000. En 2020, Météo-France publie une typologie des climats de la France métropolitaine dans laquelle la commune est exposée à un climat océanique altéré et est dans la région climatique  Lorraine, plateau de Langres, Morvan, caractérisée par un hiver rude (1,5 °C), des vents modérés et des brouillards fréquents en automne et hiver. 
Pour la période 1971-2000, la température annuelle moyenne est de 9,6 °C, avec une amplitude thermique annuelle de 17 °C. Le cumul annuel moyen de précipitations est de 931 mm, avec 13,1 jours de précipitations en janvier et 9,2 jours en juillet. Pour la période 1991-2020, la température moyenne annuelle observée sur la station météorologique de Météo-France la plus proche, « St Ouen-lès-Parey_sapc », sur la commune de Saint-Ouen-lès-Parey à 9 km à vol d'oiseau, est de 10,0 °C et le cumul annuel moyen de précipitations est de 806,8 mm. 
La température maximale relevée sur cette station est de 39,4 °C, atteinte le 25 juillet 2019 ; la température minimale est de −22 °C, atteinte le 20 décembre 2009,,. 
Les paramètres climatiques de la commune ont été estimés pour le milieu du siècle (2041-2070) selon différents scénarios d'émission de gaz à effet de serre à partir des nouvelles projections climatiques de référence DRIAS-2020. Ils sont consultables sur un site dédié publié par Météo-France en novembre 2022.

## Urbanisme

### Typologie
Au 1er janvier 2024, Villotte est catégorisée commune rurale à habitat dispersé, selon la nouvelle grille communale de densité à sept niveaux définie par l'Insee en 2022.
Elle est située hors unité urbaine. Par ailleurs la commune fait partie de l'aire d'attraction de Vittel - Contrexéville, dont elle est une commune de la couronne,. Cette aire, qui regroupe 72 communes, est catégorisée dans les aires de moins de 50 000 habitants,.

### Occupation des sols
L'occupation des sols de la commune, telle qu'elle ressort de la base de données européenne d’occupation biophysique des sols Corine Land Cover (CLC), est marquée par l'importance des forêts et milieux semi-naturels (53,3 % en 2018), une proportion identique à celle de 1990 (53,3 %). La répartition détaillée en 2018 est la suivante : 
forêts (53,3 %), prairies (38,4 %), zones agricoles hétérogènes (8,3 %). L'évolution de l’occupation des sols de la commune et de ses infrastructures peut être observée sur les différentes représentations cartographiques du territoire : la carte de Cassini (XVIIIe siècle), la carte d'état-major (1820-1866) et les cartes ou photos aériennes de l'IGN pour la période actuelle (1950 à aujourd'hui).

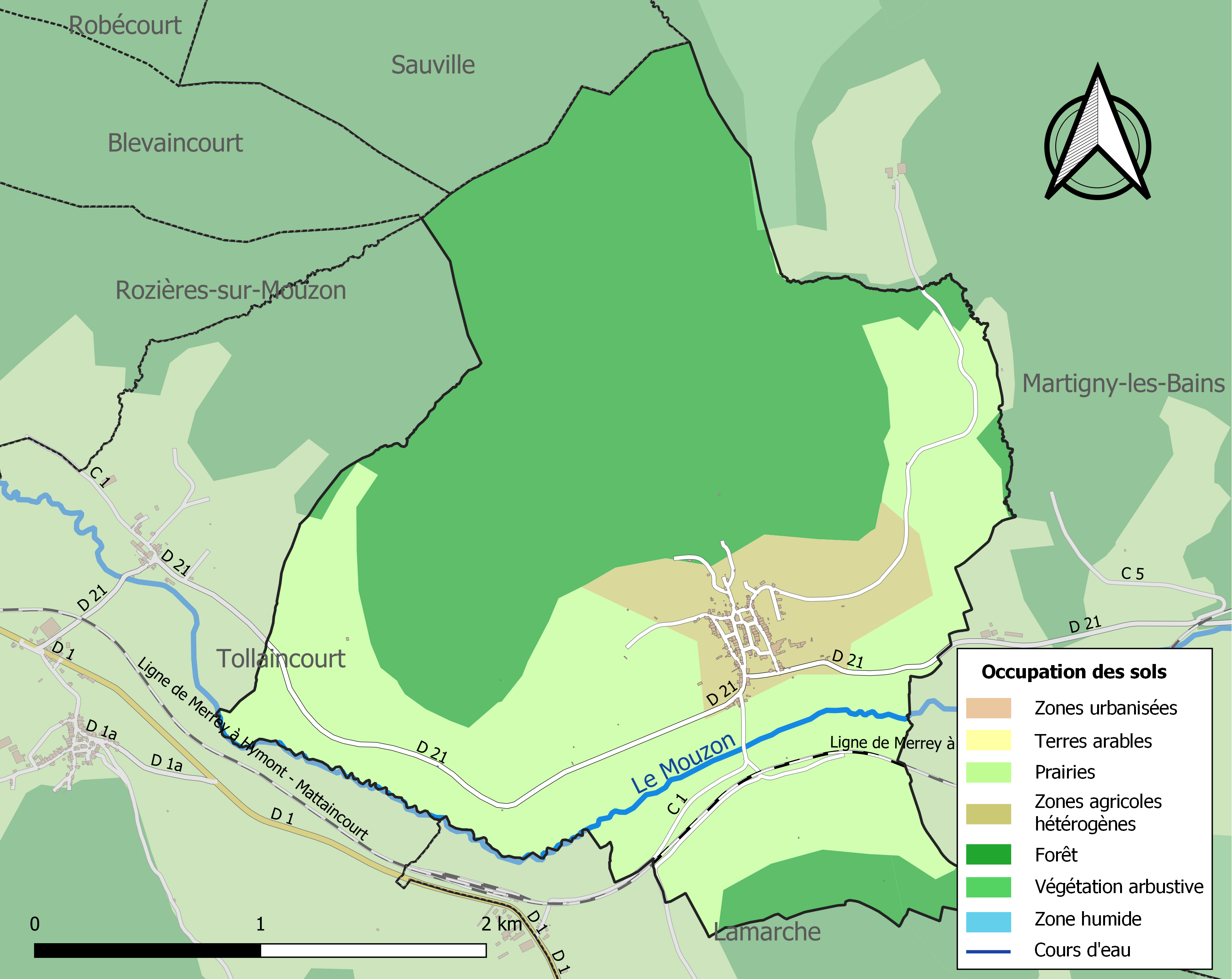
Carte des infrastructures et de l'occupation des sols de la commune en 2018 (CLC).

## Toponymie
Le nom de la localité est attesté sous les formes Villeta (1240) ; Villette (1254) ; Parisetus de Villates (1273) ; Villete (1317) ; Villotte (1481) ; Vellatte devant la Marche (1550) ; Velotte (1656) ; « Riocourt, ci-devant Vilote » (1751) ; Villula (1768) ; En 1801, le nom de la commune était Vilotte.

De l,oïl villette « petite maison des champs » ou « très petite ville ».
La commune de Villotte, appelée Riocourt de 1751 (ou 1720) à 1768 en l’honneur de son seigneur qui portait ce nom.

## Histoire
La commune de Villotte, faisait partie, sous l’Ancien Régime, du bailliage et de la maîtrise de Bourmont, aujourd’hui en Haute-Marne.

## Politique et administration
| Période                                  | Période                       | Identité                      | Étiquette | Qualité                                                                                             |
| ---------------------------------------- | ----------------------------- | ----------------------------- | --------- | --------------------------------------------------------------------------------------------------- |
| Les données manquantes sont à compléter. |                               |                               |           | |
| mars 1983                                | mars 2001                     | Serge Esserméant (né en 1946) | UDF       | Entrepreneur Conseiller général du canton de Lamarche (1982-2008)                                   |
| mars 2001                                | En cours (au 18 février 2015) | Jean-Luc Munière (né en 1958) |           | Agent SNCF à la retraite Président de la Communauté de communes des Marches de Lorraine (2004-2016) |

### Budget et fiscalité 2022

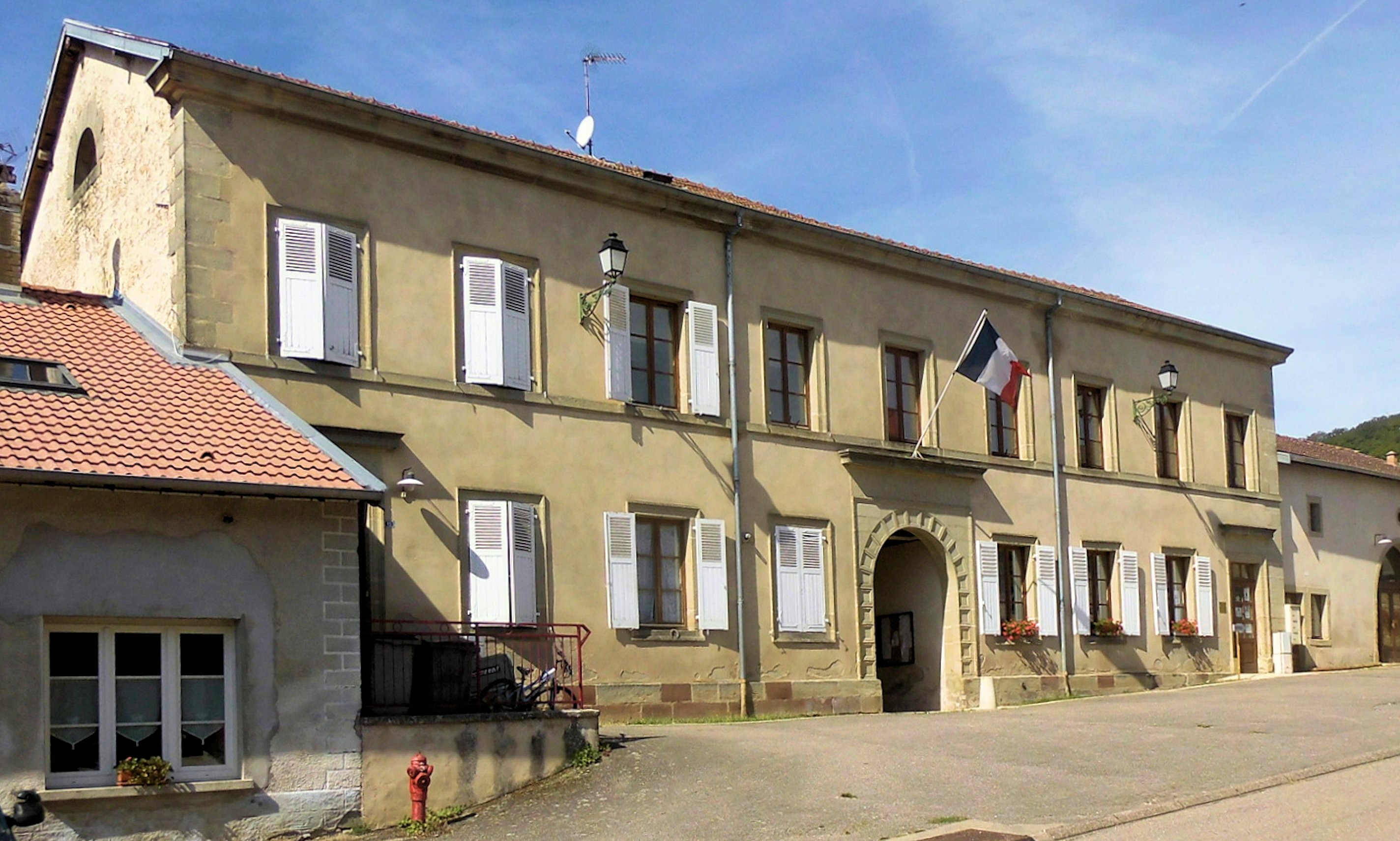
La mairie.

En 2022, le budget de la commune était constitué ainsi :
- total des produits de fonctionnement : 112 000 €, soit 730 € par habitant ;
- total des charges de fonctionnement : 96 000 €, soit 621 € par habitant ;
- total des ressources d'investissement : 66 000 €, soit 432 € par habitant ;
- total des emplois d'investissement : 168 000 €, soit 1 089 € par habitant ;
- endettement : 67 000 €, soit 437 € par habitant.

Avec les taux de fiscalité suivants :
- taxe d'habitation : 10,51 % ;
- taxe foncière sur les propriétés bâties : 27,07 % ;
- taxe foncière sur les propriétés non bâties : 8,34 % ;
- taxe additionnelle à la taxe foncière sur les propriétés non bâties : 0,00 % ;
- cotisation foncière des entreprises : 0,00 %.

Chiffres clés Revenus et pauvreté des ménages en 2021 : médiane en 2021 du revenu disponible, par unité de consommation : 20 850 €.

## Équipements et services publics

### Eau et déchets
Le territoire communal est couvert par le schéma d'aménagement et de gestion des eaux (SAGE) « Nappe des Grès du Trias Inférieur ». Ce document de planification, dont le territoire comprend le périmètre de la zone de répartition des eaux de la nappe des Grès du trias inférieur (GTI), d'une superficie de 1 497 km2,  est en cours d'élaboration. L’objectif poursuivi est de stabiliser les niveaux piézométriques de la nappe des GTI et atteindre l'équilibre entre les prélèvements et la capacité de recharge de la nappe. Il doit être cohérent avec les objectifs de qualité définis dans les SDAGE Rhin-Meuse et Rhône-Méditerranée. La structure porteuse de l'élaboration et de la mise en œuvre est le conseil départemental des Vosges.
La qualité des cours d’eau peut être consultée sur un site dédié géré par les agences de l’eau et l’Agence française pour la biodiversité.

## Population et société

### Démographie

#### Évolution démographique
L'évolution du nombre d'habitants est connue à travers les recensements de la population effectués dans la commune depuis 1793. Pour les communes de moins de 10 000 habitants, une enquête de recensement portant sur toute la population est réalisée tous les cinq ans, les populations de référence des années intermédiaires étant quant à elles estimées par interpolation ou extrapolation. Pour la commune, le premier recensement exhaustif entrant dans le cadre du nouveau dispositif a été réalisé en 2006.

En 2022, la commune comptait 119 habitants, en évolution de −21,71 % par rapport à 2016 (Vosges : −2,96 %, France hors Mayotte : +2,11 %).
| 1793 | 1800 | 1806 | 1821 | 1831 | 1836 | 1841 | 1846 | 1856 |
| ---- | ---- | ---- | ---- | ---- | ---- | ---- | ---- | ---- |
| 397  | 575  | 533  | 590  | 670  | 667  | 682  | 641  | 562  |

| 1861 | 1866 | 1876 | 1881 | 1886 | 1891 | 1896 | 1901 | 1906 |
| ---- | ---- | ---- | ---- | ---- | ---- | ---- | ---- | ---- |
| 529  | 566  | 504  | 531  | 503  | 464  | 420  | 437  | 401  |

| 1911 | 1921 | 1926 | 1931 | 1936 | 1946 | 1954 | 1962 | 1968 |
| ---- | ---- | ---- | ---- | ---- | ---- | ---- | ---- | ---- |
| 385  | 293  | 288  | 290  | 283  | 255  | 252  | 234  | 223  |

| 1975 | 1982 | 1990 | 1999 | 2006 | 2011 | 2016 | 2021 | 2022 |
| ---- | ---- | ---- | ---- | ---- | ---- | ---- | ---- | ---- |
| 208  | 205  | 169  | 168  | 173  | 159  | 152  | 131  | 119  |

### Enseignement
Établissements d'enseignements :
- Écoles maternelles et primaires à Lamarche, Martigny-les-Bains, Damblain, Saint-Ouen-lès-Parey, Vrécourt.
- Collèges à Martigny-les-Bains, Lamarche, Contrexéville, Mandres-sur-Vair, Bourbonne-les-Bains.
- Lycées à Contrexéville, Mandres-sur-Vair.

### Santé
Professionnels et établissements de santé :
- Médecins à Martigny-les-Bains, Lamarche, Vrécourt, Mont-lès-Lamarche, Contrexéville, Bulgnéville.
- Pharmacies à Martigny-les-Bains, Lamarche, Vrécourt, Contrexéville, Bulgnéville, Monthureux-sur-Saône.
- Hôpitaux à Lamarche, Vittel, Neufchâteau, Mattaincourt, Ville-sur-Illon.

### Cultes
- Culte catholique, Paroisse Bienheureux "Jean Baptiste Menestrel"[31] Diocèse de Saint-Dié.

### Animations
- Fête du Bois[32].

## Économie
Les activités de Villotte concernent la culture, l'élevage, la sylviculture et l'exploitation forestière.

### Entreprises et commerces

#### Agriculture
La commune est située sur le territoire des AOC du munster, du miel de sapin des Vosges et des eaux-de-vie de mirabelle de Lorraine.
- Reproduction de plantes.
- Élevage d'ovins et de caprins.
- Élevage d'autres bovins et de buffles.
- Exploitation forestière.

#### Tourisme
- Hébergements et restauration à Bulgnéville, Contrexéville, Monthureux-sur-Saône, Bourbonne-les-Bains.

#### Commerces
- Commerces et services de proximité.

## Culture locale et patrimoine

### Lieux et monuments
- L'église Notre-Dame-de-Bon-Remède, ou de l'Assomption de Notre-Dame, de 344,54 m2[33], a été partiellement reconstruite en 1731 et rénovée à partir de 1848[34],[35],[36].

Ses vitraux les plus anciens datent de 1897 et commémorent Notre-Dame de Lourdes et Notre-Dame du Rosaire. Les autres vitraux de l'église sont relatifs à deux prêtres de la commune : l'abbé Rouyer et le chanoine Didier. D'autres vitraux ont été installés dans l'église en décembre 2011 grâce à une souscription de la municipalité et à la Fondation du patrimoine.
- Patrimoine architectural rural recensé par le service régional de l'Inventaire général du patrimoine culturel[39].
- Fontaine-lavoir-abreuvoir[40],[41],[42] .
- Fontaine de dévotion[43],[44].
- Monument aux morts[45],[46],[47].

### Personnalités liées à la commune
- Joseph Rouyer, ecclésiastique[48].

## Pour approfondir